# Aerotécnica AC-14
L'Aerotécnica AC-14 era un elicottero leggero monoturbina a cinque posti prodotto dall'azienda spagnola Aerotécnica S.A. negli anni cinquanta.

## Progettazione e sviluppo
L'AC-14 venne progettato negli anni cinquanta dal francese Jean Cantinieau come sviluppo ingrandito del precedente AC-13 ed era caratterizzato, come altri suoi progetti, dall'originale struttura portante a "spina dorsale" che integrava la trave di coda collegandola alla fusoliera dalla parte superiore e che forniva anche da supporto al motore. Come l'AC-13 manteneva la particolare soluzione tecnica che consentiva di eliminare il rotore di coda grazie ad un dispositivo anticoppia ad aria soffiata.
I costi di sviluppo del nuovo modello vennero sostenuti dal governo spagnolo e, dopo le prove statiche, il primo dei due prototipi venne portato in volo per la prima volta il 20 luglio 1954.
Data la considerevole capacità di carico ottenuta alla particolare configurazione ne venne ipotizzato uno sviluppo per una versione civile ad uso agricolo e come eliambulanza.

## Storia operativa
Dopo il riscontro positivo da parte della commissione esaminatrice venne emesso un ordine per 10 esemplari da fornire in dotazione all'Ejército del Aire, dove rimasero operativi per breve tempo sotto la denominazione EC-XZ-4, ma l'ordine originale rimase parzialmente inevaso per la disponibilità sul mercato del Bell 47 G-2 e G-3 surplus della guerra di Corea.

## Utilizzatori
Spagna
- Ejército del Aire

10 esemplari di preserie

## Galleria d'immagini

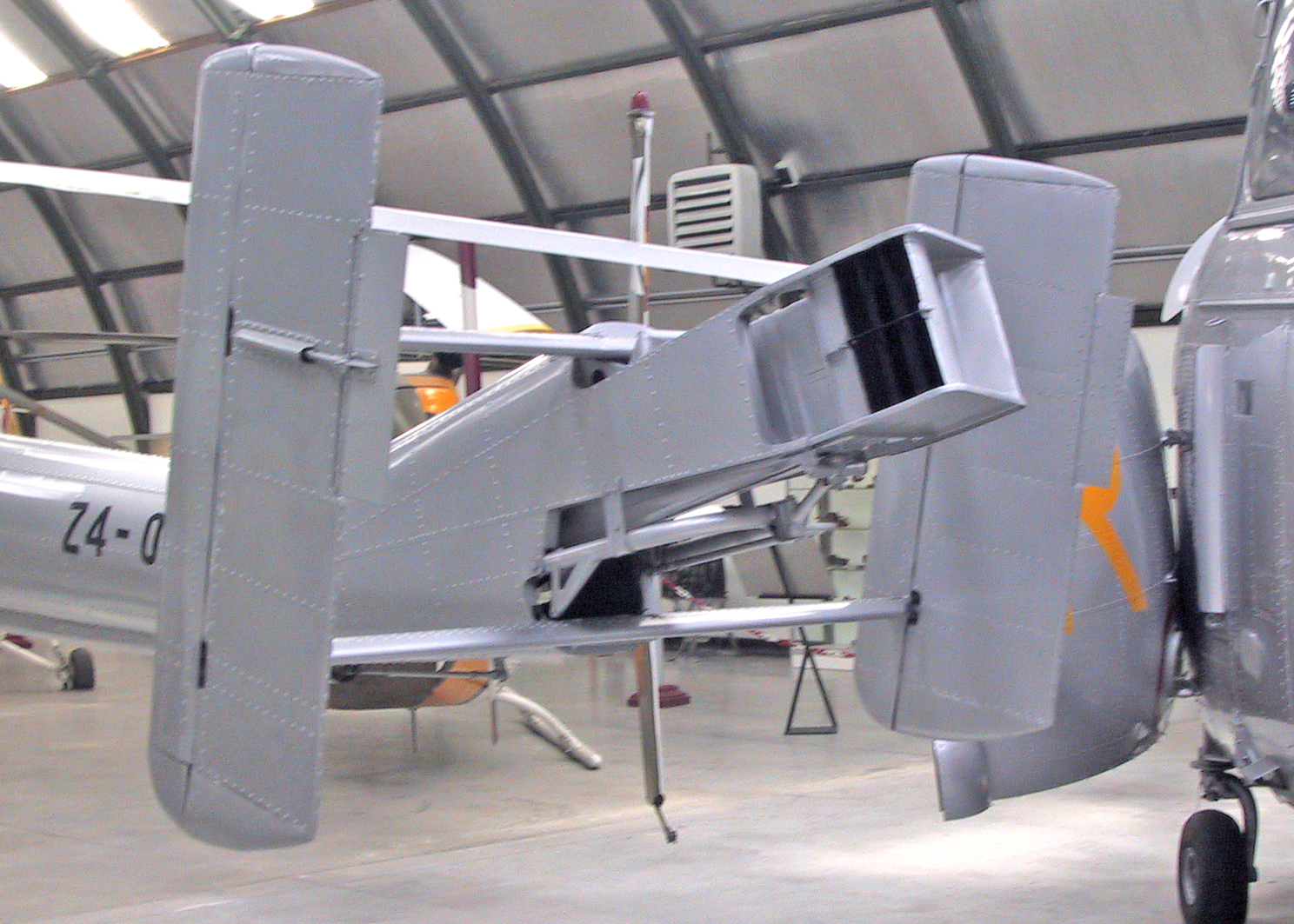
Dettaglio della sezione di coda; si noti il dispositivo anticoppia ad aria soffiata
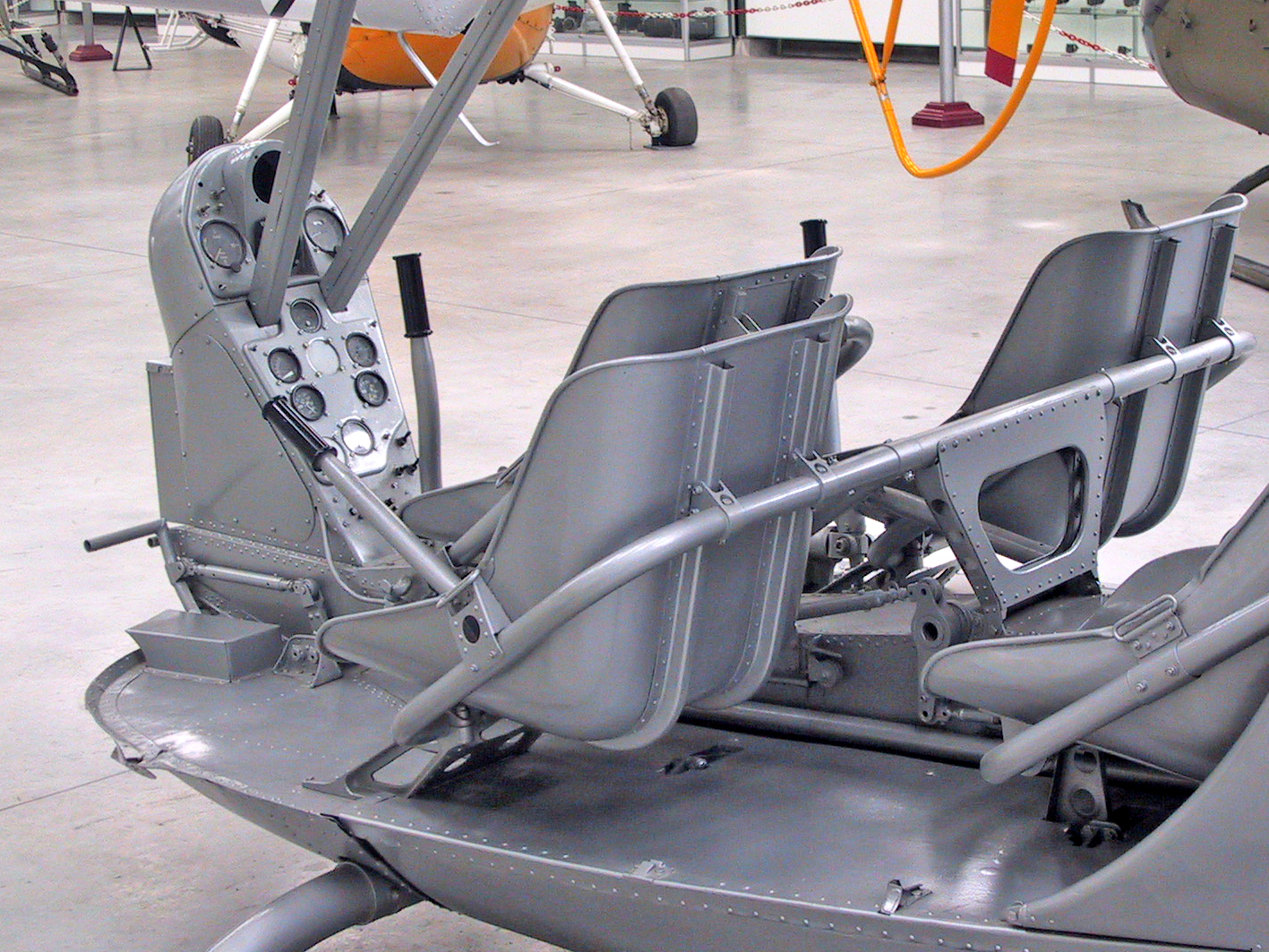
Dettaglio della cabina di pilotaggio, cockpit
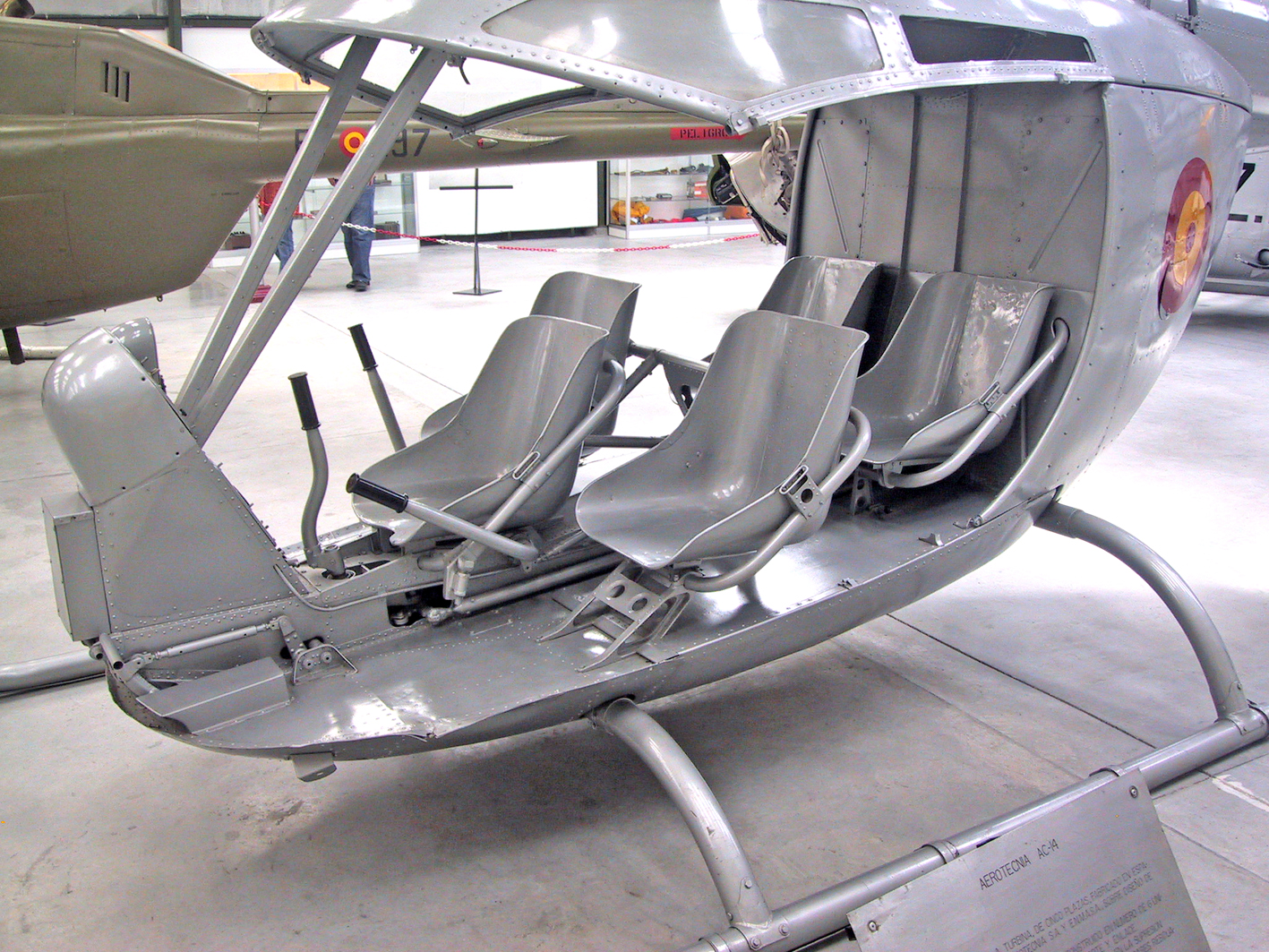
Dettaglio della cabina di pilotaggio, disposizione dei posti
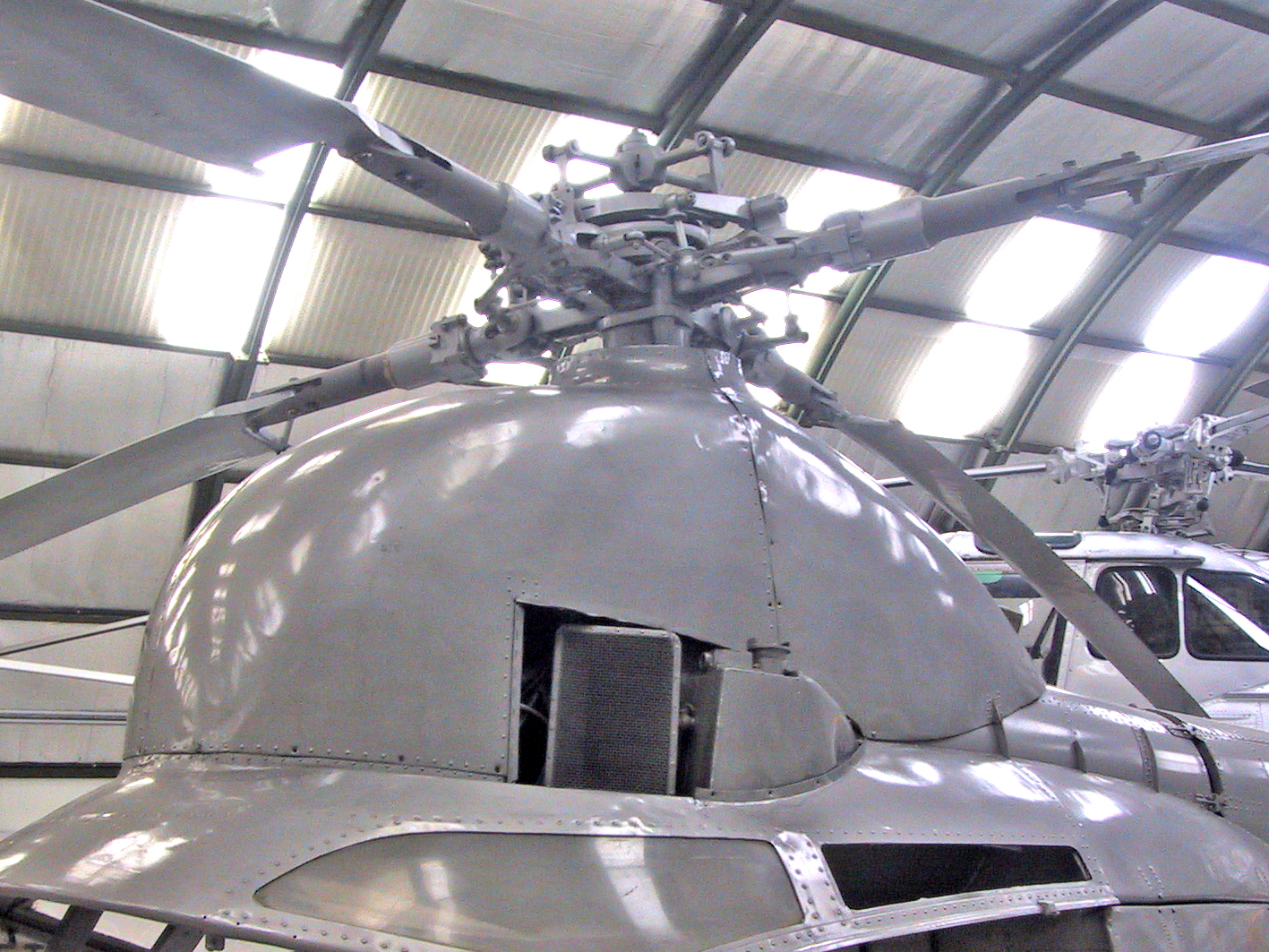
Dettaglio della parte superiore della cabina di pilotaggio e del rotore